# Католицизм в Антигуа и Барбуде

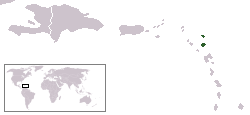
Расположение Антигуа и Барбуды

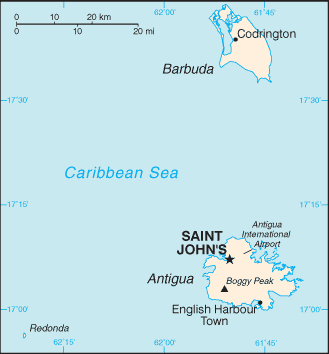
Карта Антигуа и Барбуды

Католицизм в Антигуа и Барбуде. Католическая церковь государства Антигуа и Барбуда является частью всемирной Католической церкви. Численность католиков в Антигуа и Барбуде составляет около 9 тысяч человек (10,4 % от общей численности населения по данным Всемирной книги фактов ЦРУ).

## Структура
Антигуа и Барбуда, Сент-Китс и Невис и заморские владения Великобритании Монтсеррат, Ангилья и Британские Виргинские острова вместе входят в состав епархии Сент-Джонса — Бастера с центром в городе Сент-Джонс (остров Антигуа), в котором находится кафедральный собор Святого Семейства.
В Антигуа и Барбуде действуют два прихода: собор Святого Семейства и церковь Пресвятой Девы Марии Непрестанной Помощи. Оба прихода находятся в Сент-Джонсе.

## Нунциатура
15 декабря 1986 года Папа Римский Иоанн Павел II издал бреве «Ut publica et Ecclesiae», которым учредил апостольскую нунциатуру в Антигуа и Барбуде.
- Мануэл Монтейру де Каштру (25.04.1987 — 21.08.1990) — назначен апостольским нунцием в Сальвадоре;
- Эудженио Сбарбаро (7.08.1991 — 26.04.2000) — назначен апостольским нунцием в Сербии и Черногории;
- Эмиль Пауль Шерриг (20.01.2001 — 22.05.2004) — назначен апостольским нунцием в Корее;
- Томас Эдвард Галликсон (20.12.2004 — 21.05.2011) — назначен апостольским нунцием на Украине;
- Никола Джирасоли (29.10.2011 — 16.06.2017);
- Фортунатус Нвачукву (04.11.2017 — наст. вр.)